# Выбери меня
«Выбери меня» — кинофильм.

## Сюжет
Ив, владелица Лос-Анджелесского бара, сторонница свободной любви. Её соседка по комнате Энн, в жизни полная противоположность, ведёт под именем «доктор Нэнси Лав» ток-шоу на радио, как сексуальный терапевт. Мики, сексуальный, но странный мужчина, начинает ухаживать за обеими девушками…

## В ролях
- Женевьев Бюжо — Энн (доктор Нэнси Лав)
- Кит Кэррадайн — Мики
- Лесли Энн Уоррен — Ив
- Патрик Бошо — Зак Антуан
- Рэй Дон Чонг — Пёрл Антуан
- Джон Ларрокетт — Билли Эйс
- Эдвард Рушей — Ральф Хомски
- Гейлард Сартен — Мюллер
- Роберт Гулд — Лу
- Джон Консидайн — доктор Эрнест Грин

## Награды
- 1984 Кинофестиваль в Торонто
  - International Critics' Award (Алан Рудольф)